# Neohelota pustulata
Neohelota pustulata là một loài bọ cánh cứng trong họ Helotidae. Loài này được Ritsema miêu tả khoa học năm 1893.